# 罗纳尔德·冈萨雷斯
罗纳尔德·冈萨雷斯（西班牙語：Rónald González，1970年8月8日—），哥斯达黎加男子足球运动员，司职中后卫。他曾代表哥斯达黎加国家队参加1990年国际足联世界杯，结果队伍止步十六强赛。